# Lindsaea l'herminieri
Lindsaea l'herminieri är en ormbunkeart som beskrevs av Fée. Lindsaea l'herminieri ingår i släktet Lindsaea och familjen Lindsaeaceae. Inga underarter finns listade.